# 万町 (八王子市)
万町（よろずちょう）は、東京都八王子市の地名。丁番を持たない単独町名であり、住居表示未実施区域。郵便番号は192-0903（八王子南郵便局管区）。

## 地理
JR八王子駅の南西部にあたる住宅街。北は寺町、東は子安町三丁目・四丁目、南は緑町、西は上野町・台町一丁目と接する。

## 歴史

### 沿革
- 慶長年間、横山村に横山宿を建設した際、宿の南方の地域が新横山村となる。
- 1882年（明治15年）7月 - 町村分合により旧八王子十五宿と合併。八王子新横山町と改称。
- 1889年（明治22年）4月1日 - 町村制施行により八王子町成立。これまでの八王子新横山町の町域が新横山町となる。
- 1912年（大正元年）10月1日 - 町名改正により新横山町の一部が分立し万町となる。
- 1917年（大正6年）9月1日 - 南多摩郡八王子町が市制施行。八王子市万町となる。

## 世帯数と人口
2017年（平成29年）12月31日現在の世帯数と人口は以下の通りである。
| 町丁 | 世帯数    | 人口    |
| ---- | --------- | ------- |
| 万町 | 1,316世帯 | 2,476人 |

## 小・中学校の学区
市立小・中学校に通う場合、学区は以下の通りとなる。
| 番地 | 小学校               | 中学校               |
| ---- | -------------------- | -------------------- |
| 全域 | 八王子市立第三小学校 | 八王子市立第六中学校 |

## 交通

### 鉄道
地内に鉄道は通過していないが、北東の子安町にJR八王子駅があり、利用が可能である。
多摩都市モノレール八王子ルート整備計画がある。

### 道路
- 国道16号（東京環状）：万町地内を南北に通過する。南は相模原市方面、北は昭島市方面へ連絡する。

## 施設

### 医療機関
- 八王子消化器病院
- 岡部クリニック

### 教育
- よろず保育園
- アポロ美容理容専門学校

## 商業
- ラウンドワン
- マクドナルド16号八王子店
- バーミヤン八王子万町店
- クリエイトSDホールディングス八王子万町店
- セブンイレブン八王子万町店